# Feli

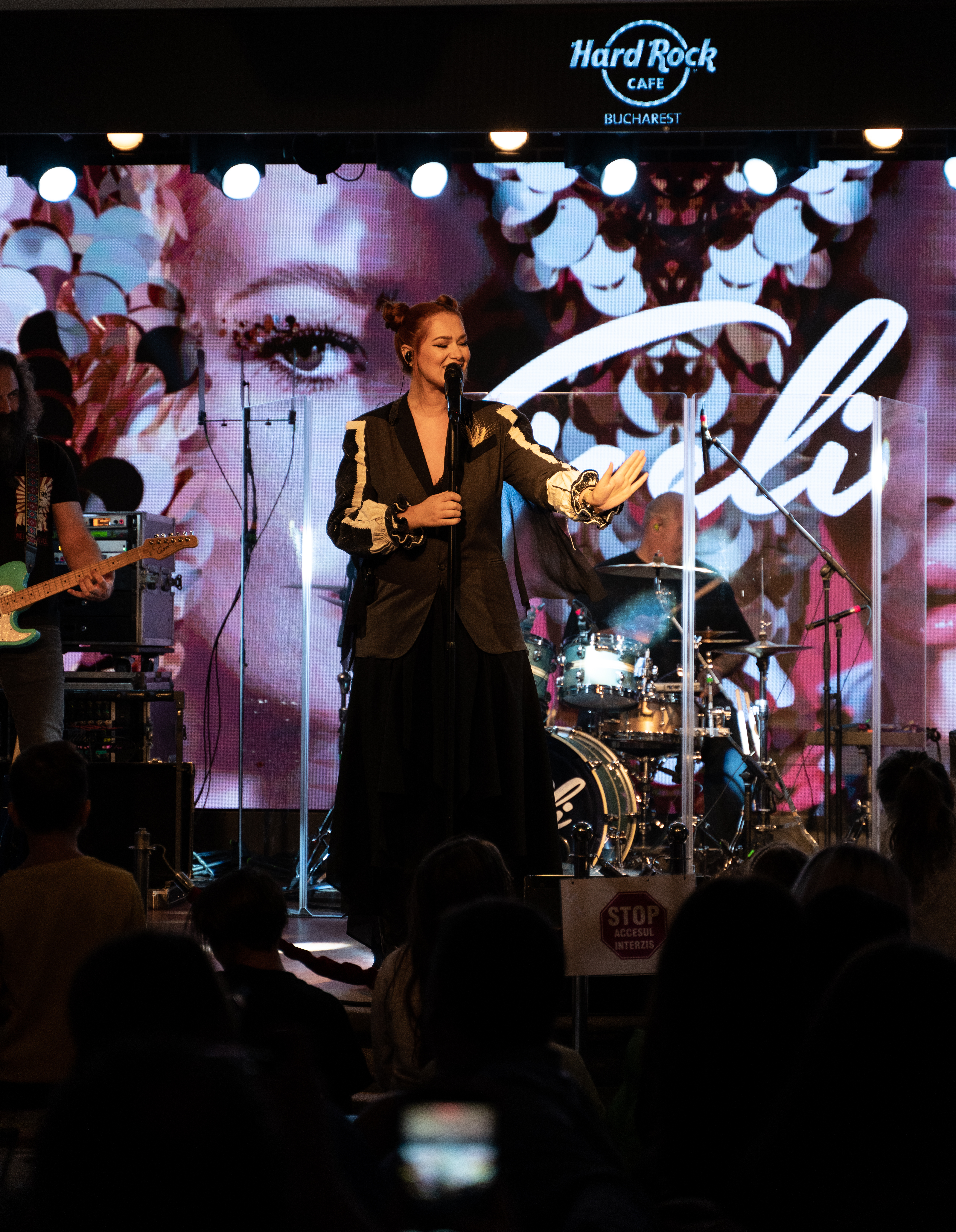
Feli im Hard Rock Cafe Bukarest, 2022

Felicia Donose (* 15. Juni 1986 in Sebeș, Kreis Alba, Sozialistische Republik Rumänien), besser bekannt unter ihrem Künstlernamen Feli bzw. Fely, ist eine rumänische Sängerin und Songschreiberin, die durch ihre Teilnahme am Wettbewerb Vocea României 2012 bekannt wurde.

## Biografie
In ihrer Kindheit war Felicia Donose ein Opfer von Mobbing aufgrund ihrer Adipositas. Erste musikalische Erfahrungen sammelte sie während ihrer Teenagerzeit als Sängerin und Songschreiberin der Pop-Rock-Band Aliens. Feli arbeitete danach mit Edi Schneider, bekannt als Dj Phantom, zusammen und wandte sich dann dem Hip-Hop zu und war an mehreren Musikprojekten mit Grasu XXL, Puya und Guess Who beteiligt.
Im Jahr 2012 nahm Feli an der rumänischen TV-Wettbewerbsshow Vocea României teil, wo sie zum Team von Marius Moga gehörte, mit dem sie das Halbfinale erreichte und zu den Kandidaten gehörte, denen die besten Chancen auf den Gewinn des Wettbewerbs eingeräumt wurden. Während des Wettbewerbs sang sie Songs aus dem Repertoire von Lady Gaga, Alicia Keys, Adele, En Vogue und Rihanna.

### 2014–2017
2014 beschloss Feli, sich dem HaHaHa Production Team anzuschließen und an ihrem eigenen Musikprojekt zu arbeiten. Im Oktober 2014 veröffentlichte die Künstlerin die erste Single ihrer Karriere, „Who Do You Think You Are“, die von den Zuhörern sehr geschätzt wurde. Ebenfalls 2014 arbeitete Feli mit B.U.G. Mafia für den Song „Să cânte trompetele“ zusammen.
Im Jahr 2015 veröffentlichte Feli den Song „Gelozia“ mit Speak. Der Song wurde während der #maimusic-Kampagne veröffentlicht und erreichte über 3,5 Millionen Aufrufe auf YouTube. Der Track wurde von HaHaHa Production produziert und von der Künstlerin zusammen mit Șerban Cazan und Speak komponiert. Im gleichen Zeitraum veröffentlichte Feli zwei weitere Tracks: „Perfect for You“, mit Dorian und „10 Minutes“, eine Zusammenarbeit mit Smiley.
Ende 2015 veröffentlichte Feli den Song „Creioane colorate“ und 2016 die Songs „Va urma“ und „Timpul“. Das Jahr 2017 begann mit der Veröffentlichung eines Rock-Remakes eines der bekanntesten Lieder von Maria Tănase, „Cine iubește și lasă“ In diesem Jahr veröffentlichte sie auch ein Featuring mit Connectr-R, „Ceartă arte“, und setzte es mit der Single „Acasă“ fort, die über 14 Millionen Aufrufe erhielt.
Die Veröffentlichung ihres ersten Albums „Eu sunt Feli“ fand im November statt und wurde mit einem Event gefeiert, bei dem über 150 Gäste im Teatrul Metropolis und 180.000 Menschen live auf Facebook anwesend waren.

### 2018–2022
Das Jahr 2018 war geprägt von einer Reihe von Hits, darunter „Bună de iubit“, mit dem sie an der Selecția Națională 2018 teilnahm, die über den Vertreter Rumäniens bei der Eurovision entschied, wo sie den dritten Platz belegte.
Die Künstlerin veröffentlichte 2018 insgesamt 7 Titel, von denen viele die Radio- und Fernsehcharts erreichten. Zu den veröffentlichten Tracks gehören „Rațele și vânătorii“, „Vals“ (feat. Smiley), „Facil de amar“, „Două inimi“, „Spune-mi tot“ (Grasu XXL & Guess Who feat. Feli), „Toți demonii mei“ (Vunk feat. Feli). 2019 veröffentlichte sie einen ihrer beliebtesten Songs des Jahres: „Cand rasare soarele“. Das Jahr 2021 stellte das Ende eines langen Kapitels in der musikalischen Karriere von Feli dar. Mit den Liedern „Bade, tu ești pui de drac“ und „Puiule, Puiuțule“ schloss sie das Kapitel „Feli din poveste“ ab und vollzog musikalisch und persönlich den Übergang zu einer neuen Version mit dem Lied „Even today, a song for Disney princesses“ für eine Disney-Produktion. 2022 folgte die Veröffentlichung des Songs „Promit“, der in der rumänischen Community auf TikTok beliebt wurde.

## Diskografie
- Eu sunt Feli (2017)

- Prima piatra (Silviu Pasca feat. Feli) – 2013
- Cine te crezi – 2014
- Gelozia (feat. Speak) – 2015
- Perfect for You – 2015
- 10 Minutes (Smiley feat. Feli) – 2015
- Să cânte trompetele (B.U.G. Mafia feat. Feli) – 2015
- Creioane colorate – 2015
- Time (Paul Damixie feat. Feli) – 2016
- Va urma – 2016
- Timpul – 2016
- Hopai Diri Da (Damian & Brothers feat. Feli) – 2016
- Ce mai vrei (Sore feat. Feli) – 2017
- Ceartă artă (Feli feat. Connect-R) – 2017
- Mă faci să simt ca… (Guess Who feat. Feli) – 2017
- Acasă – 2017
- Trandafire (Damian Draghici feat. Feli) – 2017–2018
- Averile (JUNO feat. Feli) – 2017–2018
- Bună de iubit – 2018
- Vals (Smiley & Feli) – 2018
- Facil de amar – 2018
- Două inimi – 2018
- Rațele și vânătorii – (2018)
- Spune-mi tot (Grasu XXL & Guess Who feat. Feli) – 2018
- Toți demonii mei (Vunk feat. Feli) – 2018
- Hainele și carnea – 2019
- Când rasare soarele – 2019
- Frunze cad – 2019
- Ultimul val " Jean Gavril si Feli
- Sus pe munte – 2020
- Împreună – 2020
- Mă strigă mama – 2020
- Banii n-aduc fericirea (2020)
- Amintirile (2020)
- Du-te dorule (2020)
- Vantul bate (2020)
- Bade, tu esti pui de drac (2021)
- Puiule, puiutule (2021)
- Chiar de azi, cântec destinat prințeselor Disney (2021)
- Adu-ți aminte (2021)
- Moș Crăciun ești și tu (2021)
- Liberă din nou” (feat. Jean Gavril) (2022)
- Flori de argint (2022)
- Când te țin în brațe (2022)
- Dragoste nebună (2022)
- Promit (2022)

## Auszeichnungen
| Jahr | Preis                  | Kategorie                           |
| ---- | ---------------------- | ----------------------------------- |
| 2016 | MTV Europe Music Award | „Regionale Nominierungen, Rumänien“ |